# 10009 Hirosetanso
A 10009 Hirosetanso (ideiglenes jelöléssel 1977 EA6) a Naprendszer kisbolygóövében található aszteroida. H. Kosai és  K. Hurukawa voltak a fölfedezök 1977. március 12-én.